# Chicopee
Chicopee é uma cidade situada às margens do Rio Connecticut no condado de Hampden no estado estadounidense de Massachusetts. 

## Geografia
Chicopee encontra-se localizada nas coordenadas 42° 10′ 32″ N, 72° 34′ 20″ O. Segundo o Departamento do Censo dos Estados Unidos, Chicopee tem uma superfície total de 61.83 km², da qual 59.13 km² correspondem a terra firme e (4.36%) 2.7 km² é água.

## Demografia
Segundo o censo de 2010, tinha 55.298 pessoas residindo em Chicopee. A densidade populacional era de 894,34 hab./km². Chicopee, neste censo, era composto por 86.8% brancos, 3.71% eram afroamericanos, 0.37% eram amerindios, 1.33% eram asiáticos, 0.07% eram insulares do Pacífico, 5.45% eram de outras raças e 2.27% pertenciam a duas ou mais raças. No total da população,14.82% eram hispanos ou latinos de qualquer raça.

## História
A área que compreende Chicopee foi fundada por colonizadores ingleses em 1640, mas era parte de Springfield, Massachusetts até 1848, quando tornou-se uma cidade independente. Foi concedida uma carta como cidade de Massachusetts em 18 de abril de 1890. George Sylvester Taylor (1822-1910) tornou-se primeiro prefeito de Chicopee, em 5 de janeiro de 1891.

## Educação
O distrito escoar público da cidade de Chicopee mantém várias escolas públicas com uma população de 7,800 estudantes:

 
Ademais, a cidade tem várias escolas primárias católicas administradas pela Diocese de Springfield em Massachusetts. Há uma escola secundária católica, Holyoke Catholic High School, que se fundou na cidade vizinha de Holyoke mas se mudou a sua sede actual em Chicopee em 2008.

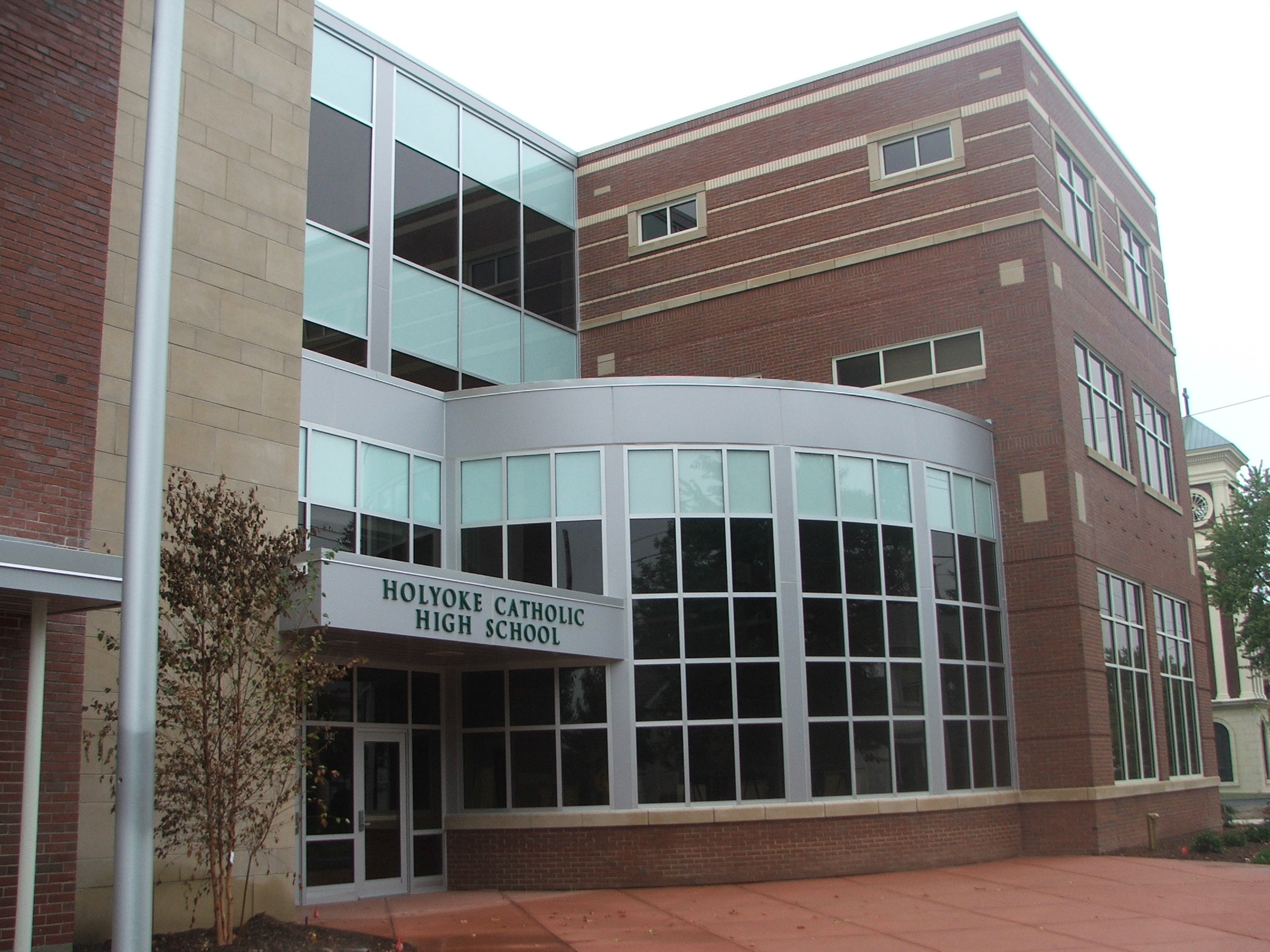
Holyoke Catholic High School

Elms College é uma universidade privada localizada cerca do centro da cidade de Chicopee. A universidade fundou-se em 1928 pelas Irmãs católicas de San José.